# Bugistua
Bugistua is een bestuurslaag in het regentschap Indramayu van de provincie West-Java, Indonesië. Bugistua telt 5897 inwoners (volkstelling 2010).